# ایشیهارا کانجی
ایشیهارا کانجی (انگلیسی: Kanji Ishiwara؛ ۱۸ ژانویه ۱۸۸۹ – ۱۵ اوت ۱۹۴۹) ژنرال نیروی زمینی امپراتوری ژاپن در جنگ جهانی دوم بود. او و ایتاگاکی سیشیرو در درجه اول مسئول حادثه موکدن بودند که در منچوری در سال ۱۹۳۱ اتفاق افتاد.
همچنین برندهٔ جوایزی همچون نشان بادبادک طلایی، نشان خورشید فروزان، و نشان گنجینه مقدس شده‌است.